# Lotus lanuginosus
Lotus lanuginosus är en ärtväxtart som beskrevs av Étienne Pierre Ventenat. Lotus lanuginosus ingår i släktet käringtänder, och familjen ärtväxter. Inga underarter finns listade i Catalogue of Life.